# اومبرتو ده آلنکار کاستلو برانکو
اومبرتو ده آلنکار کاستلو برانکو (پرتغالی: Humberto de Alencar Castelo Branco;‏ ۲۰ سپتامبر ۱۸۹۷ – ۱۸ ژوئیهٔ ۱۹۶۷) سیاست‌مدار و رئیس‌جمهور برزیل از سال ۱۹۶۴ تا ۱۹۶۷ اهل برزیل بود.
کاستلو چهار ماه پس از پایان دوران ریاست جمهوریش در اثر برخورد هواپیمایی که سرنشین آن بود با یک هواپیما کوچکتر در نزدیکی فورتالزا درگذشت.

## نگارخانه

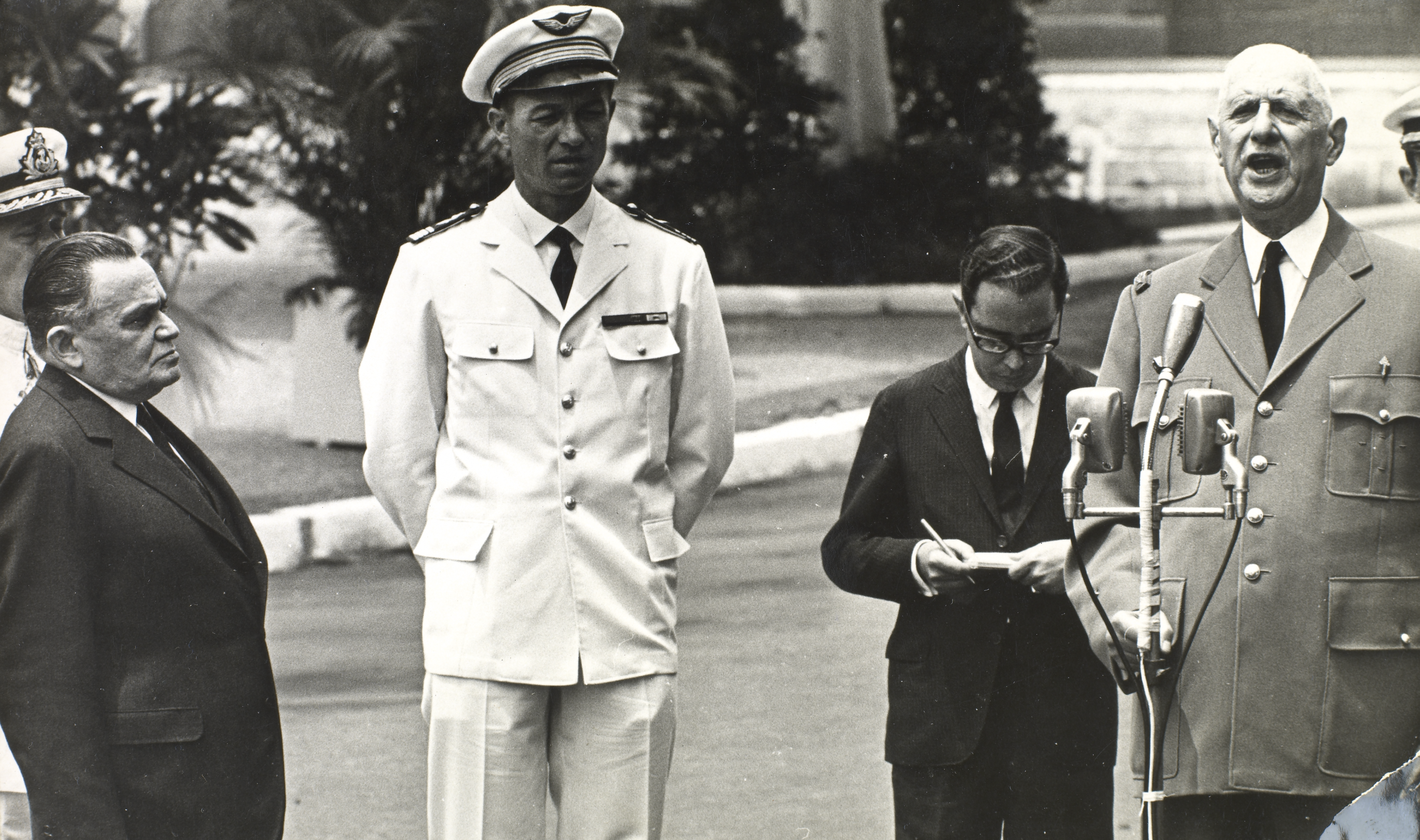
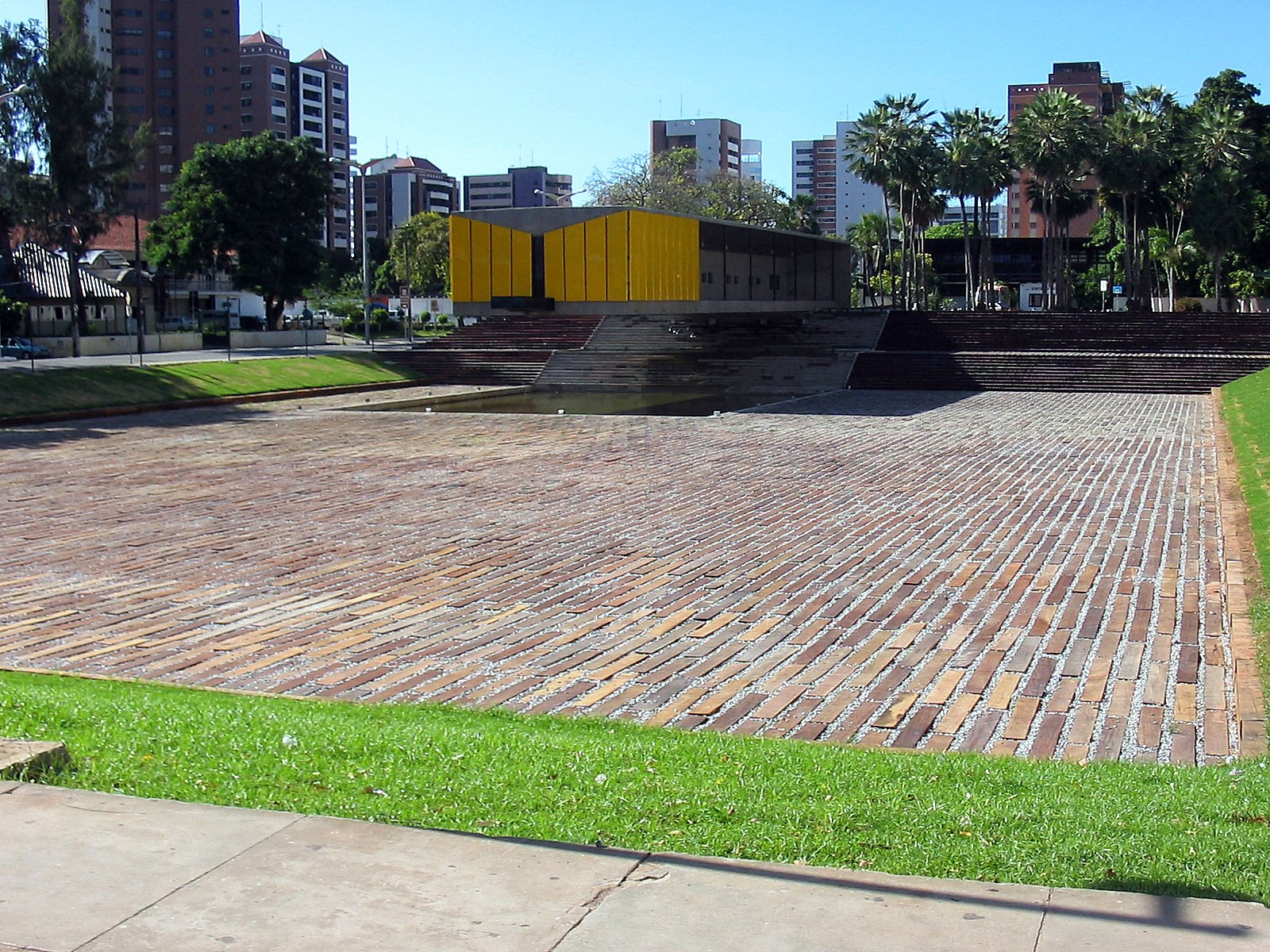
آرامگاه کاستلو برانکو